# Бардась Сергій Миколайович
Сергі́й Микола́йович Бардась (нар. 1 лютого 1976 — 5 вересня 2014) — солдат Збройних сил України, учасник російсько-української війни.

## Життєвий шлях
Народився 1976 року в селі Катеринівка (Кіровоградська область). Проживав у місті Кривий Ріг.
Призваний за мобілізацією у липні 2014 року. Солдат, механік-водій 2-го танкового батальйону 17-ї окремої танкової бригади.
Загинув поблизу села Комінтернове (Волноваський район). Перебував у списках зниклих безвісти.
Навесні 2015 року ідентифікований серед загиблих.
26 травня 2015-го похований у Кривому Розі, в місті оголошено день жалоби по загиблих Сергію Бардасю та Олегу Булатову.

## Нагороди і вшанування
За особисту мужність і героїзм, виявлені у захисті державного суверенітету та територіальної цілісності України, вірність військовій присязі під час російсько-української війни, відзначений — нагороджений
- 18 травня 2016 року — орденом «За мужність» III ступеня (посмертно)[1]
- Його портрет розміщений на меморіалі «Стіна пам'яті полеглих за Україну» в Києві: секція 4, ряд 10, місце 13
- Вшановується в меморіальному комплексі «Зала пам'яті», в щоденному ранковому церемоніалі 5 вересня[2]